# (6044) Hammer-Purgstall
(6044) Hammer-Purgstall es un asteroide perteneciente al cinturón de asteroides, región del sistema solar que se encuentra entre las órbitas de Marte y Júpiter, más concretamente a la familia de Minerva, descubierto el 13 de septiembre de 1991 por Lutz Dieter Schmadel y el también astrónomo Freimut Börngen desde el Observatorio Karl Schwarzschild, en Tautenburg, Alemania.

## Designación y nombre
Designado provisionalmente como 1991 RW4. Fue nombrado Hammer-Purgstall en homenaje a Joseph Freiherr von Hammer-Purgstall, con motivo del 150 aniversario de la Academia Austríaca de Ciencias. Como orientalista profundo, poeta e historiador, fue el fundador y primer presidente (1847-1849) de la (entonces Imperial) Academia de Ciencias de Viena. Su obra más famosa es la Historia de diez volúmenes del Imperio Osman.

## Características orbitales
Hammer-Purgstall está situado a una distancia media del Sol de 2,775 ua, pudiendo alejarse hasta 3,200 ua y acercarse hasta 2,349 ua. Su excentricidad es 0,153 y la inclinación orbital 8,892 grados. Emplea 1688,52 días en completar una órbita alrededor del Sol.

## Características físicas
La magnitud absoluta de Hammer-Purgstall es 13,4. 